# Cmentarz ewangelicki przy ul. Wichrowej w Poznaniu
Cmentarz ewangelicki przy ul. Wichrowej w Poznaniu – nieistniejący cmentarz ewangelicki zlokalizowany dawniej na pograniczu Krzyżownik i Ławicy (przysiółek i karczma nosiły nazwę Michałowo, która zanikła) przy ul. Wichrowej, obecnie na terenie lotniska Ławica.

## Historia
Cmentarz służył niemieckim osadnikom, zamieszkującym rejon Krzyżownik i Michałowa. Tylko jedna niemiecka rodzina w Krzyżownikach wyznawała wiarę katolicką (parafia kierska i cmentarz tamże). Dla protestantów wyznaczono miejsce przy dawnej drodze na Buk (obecnie nieużywanej, przeciętej przez lotnisko, w tej części noszącej nazwę Wichrowa). Być może, że wykorzystano miejsce po wcześniejszej mogile pruskich żołnierzy, którzy zginęli, wycofując się spod Buku ścigani przez powstańców wielkopolskich w 1848. Długo później (do końca XIX wieku) żywa była wśród mieszkańców legenda, według której straszyły w tym rejonie duchy pruskich żołnierzy (można było tam jakoby usłyszeć brzmienie werbli i echa wykrzykiwanych rozkazów). Rejon ten zajęło rozwijające się lotnisko Ławica, choć cmentarz zaznaczany był jeszcze w okresie powojennym – w latach 60., 70. (tylko jako las) i ponownie na planie w 1980.
Po cmentarzu nie zachowały się żadne pozostałości terenowe.